# Грибачов Микола Матвійович
Мико́ла Матві́йович Грибачо́в (6 (19) грудня 1910, село Лопуш, нині Вигоницького району Брянської області Росії — 10 березня 1992, Москва) — російський письменник (поет, прозаїк, публіцист), громадський діяч. Депутат Верховної ради РРФСР, голова Верховної ради Російської РФСР. Кандидат у члени ЦК КПРС у 1961—1990 роках.

## Біографічні дані
Народився в селянській сім'ї. Закінчивши семирічку, навчався в гідромеліоративному технікумі (1927—1930). Від 1926 року виступав із газетними публікаціями, від 1927 року — з віршами. Працював у вишукувальних і будівельних партіях у Карелії, публікував, окрім кореспонденцій зі спеціальних питань, також вірші та фейлетони (зокрема, в газеті «Червона Карелія» («Красная Карелия»), де від 1932 року завідував відділом).
1934 року був делегатом першого з'їзду радянських письменників. 1935 побачила світ перша книга «Північний захід» («Северо-Запад»). Від 1936 року працював у газеті «Робітничий шлях» («Рабочий путь») у Смоленську, де 1939 року видав збірку «Вірші та поеми» («Стихи и поэмы»).
Воював за приєднання до Радянського Союзу Західної Білорусі. Брав участь у радянсько-фінляндській війні. 1941 року добровольцем пішов на німецько-радянську війну: був командиром стрільців взводу саперного батальйону, воював за Дон і Сталінград. Від 1943 року — спеціальний кореспондент газети «Бойовий товариш» («Боевой товарищ»), де вперше надруковано його поему «Росія» («Россия»).
Член ВКП(б) з 1943 року.
Після закінчення війни працював у газеті Південної групи військ «Радянський воїн» («Советский воин»). У 1950—1954 і 1956—1986 роках був головним редактором журналу «Радянський Союз» («Советский Союз»). У 1953—1954 роках і з 1959 року — секретар правління Спілки письменників СРСР.
У 1980—1990 роках — голова Верховної ради Російської РФСР.
У свідомість сучасників Грибачов увійшов передусім як автор офіціозу, який свідомо поставив свою поезію на службу владі. Проте деколи притримувався незалежної позиції та допомагав опальним літераторам (наприклад, Олексієві Аджубею), добивався присудження премій гідним людям.
1961 року очолював Всесоюзний комітет із відзначення 100-річчя з дня смерті Тараса Шевченка. Автор статті про Шевченка «Співець братерства народів» (1964), вірша «Тарас Шевченко» (1964).
Написав (у співавторстві) книгу дорожніх нарисів «Десна-красуня» (1956). Окремі твори Грибачова перекладено українською мовою.

## Нагороди та премії
- Герой Соціалістичної Праці (27.09.1974)
- чотири ордени Леніна (19.12.1960; 28.10.1967; 27.09.1974; 18.12.1980)
- орден Жовтневої Революції (18.12.1970)
- орден Червоного Прапора (17.08.1944)
- орден Вітчизняної війни І ст. (15.05.1945)
- орден Вітчизняної війни ІІ ст.  (11.03.1985)
- орден Дружби народів (16.11.1984)
- два ордени Червоної Зірки (14.12.1942; 17.03.1944)
- медалі
- Ленінська премія (1960) — за участь у створенні книги «Віч-на-віч з Америкою» (про поїздку Микити Хрущова в США).[1].
- Сталінська премія першого ступеня (1948) — за поему «Колгосп „Більшовик“» (1947).
- Сталінська премія другого ступеня (1949) — за поему «Весна у „Перемозі“» (1948).